# Zhucheng
Koordinaten: 36° 0′ N, 119° 24′ O
Die kreisfreie Stadt Zhucheng (诸城市; Pinyin: Zhūchéng Shì) gehört zum Verwaltungsgebiet der bezirksfreien Stadt Weifang in der ostchinesischen Provinz Shandong. Ihr Verwaltungsgebiet hat eine Fläche von 2.151 km² und 1.086.222 Einwohner (Stand: Zensus 2010). 1999 zählte sie noch 1.052.603 Einwohner.
Zu den Sehenswürdigkeiten der Stadt gehört das Dinosaurier-Museum. Die Dinosaurier-Gattung Zhuchengtyrannus wurde nach der Stadt benannt, deren Fossilien in der Umgebung entdeckt wurden und auch im Museum ausgestellt sind.
Zhucheng war das Epizentrum des Erdbeben von Zhucheng und Changle in Shandong 70 v. Chr., das schwere Schäden verursachte und rund 6.000 Todesopfer forderte.

## Administrative Gliederung
Nach der Gemeindegebietsreform von 2007 besteht Zhucheng noch aus drei Straßenvierteln, neun Großgemeinden (ursprünglich 18) und einer Gemeinde (ursprünglich zwei). Bisher wurden nur die Namen der Straßenviertel, der Gemeinde und von drei Großgemeinden bekanntgegeben. Damit bleibt vorläufig unklar, welche sechs Großgemeinden (aus 15 verbliebenen ehemaligen) noch erhalten geblieben sind. 

## Persönlichkeiten
- Jiang Qing (1914–1991), vierte und letzte Ehefrau von Mao Zedong
- Wang Xiaoyun (* 1966), Mathematikerin und Kryptografin